# عربة نقل

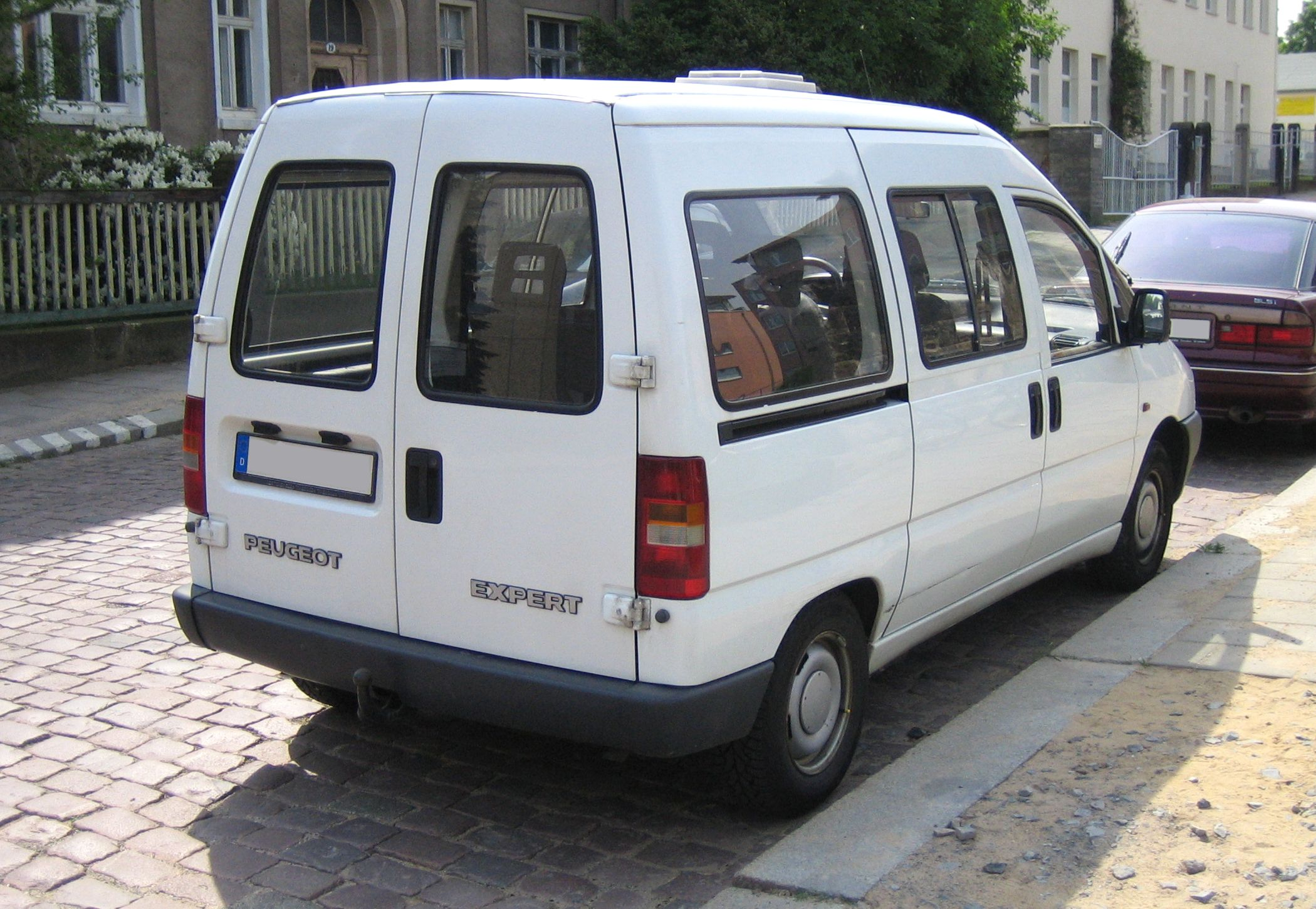
بيجو أكسبرت، منتج مما صُنـِـعَ بين 1995 و 2004، زاوية بصيرة ورائية

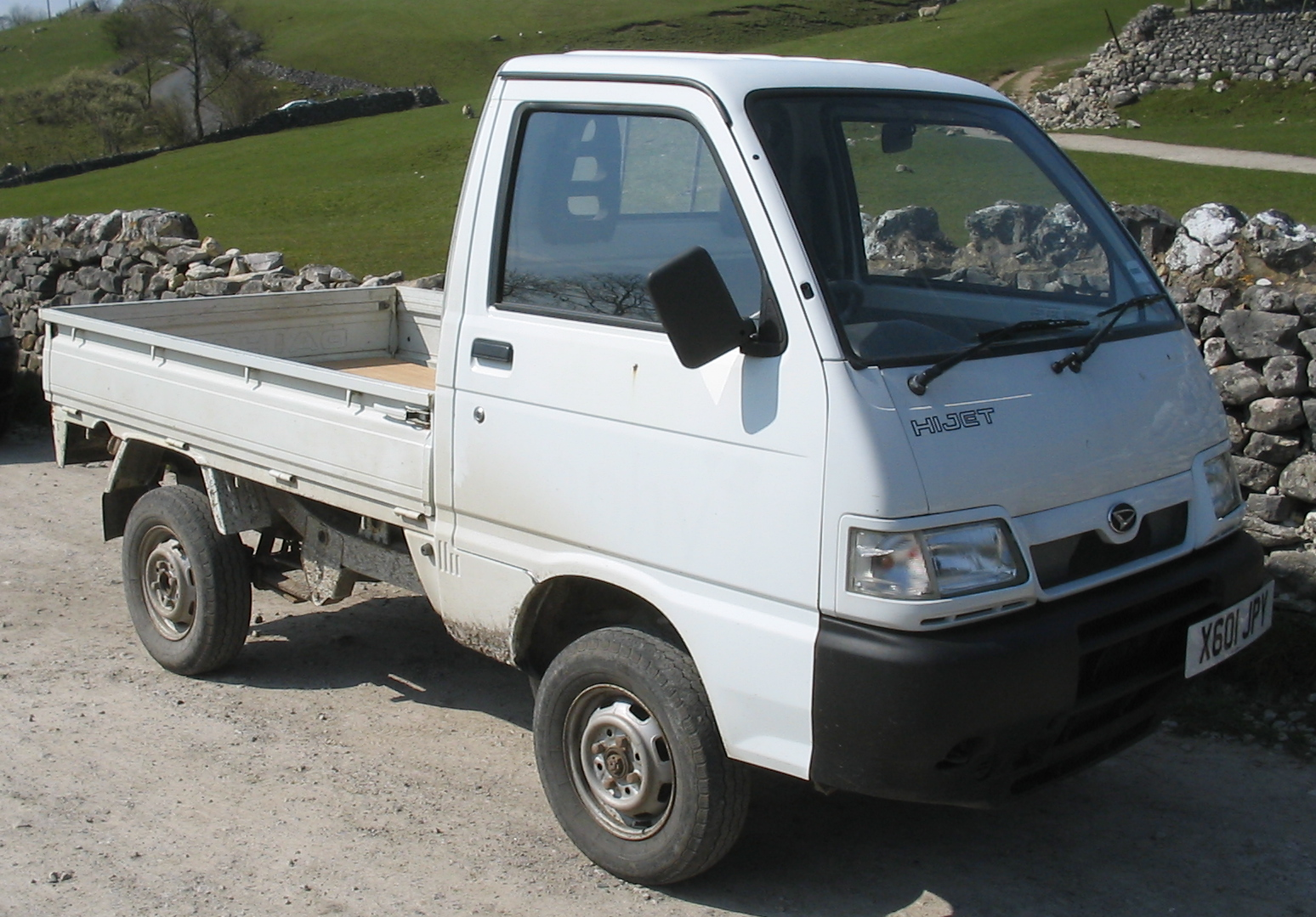
دايهاتسو هايجت بيكأب

عربة النقل أو سيارة نفعية (بالإنجليزية: Van)‏ (بالفرنسية: Camionnette)‏ (أو فان بالعاميّة) هي نوع من أنواع العربات التي تستعمل لنقل البضائع أو مجموعات من الناس. بالعادة تكون عربة ذات شكل صندوق وتمشي على أربع عجلات، تقترب أبعادها من أبعاد السيارات الشخصية كبيرة الحجم ولكنها عادة أكثر ارتفاعاً عن مستوى الأرض بالإضافة إلى ارتفاع الصندوق الخلفي لها.

## النقل المشترك
تُستخدم عربة النقل عربة النقل أو الفان في العديد من البلدان كوسيلة للنقل المشترك بدل الباص أو قطار الأنفاق.

### لبنان
تقدّم الفانات خدمة نقل إلى معظم المناطق اللبنانيّة وفي داخل بيروت تُعرف الفانات أنّها مركبات عموميّة من لوحتها الحمراء ولكن بعض الفانات غير القانونيّة قد تُقلّ الراكبين (ذات لوحة بيضاء).

#### المناطق
غالبًا ما تُستعمل فانات السانغ يونغ إيستانا للنقل بين المناطق أو الفانات أخرى وهي تحمل حتّى 13 أو 14 راكبًا بالإضافة إلى السائق. الخطوط التّي تقدّم النقل بين المناطق هي:
- بيروت - طرابلس: ينطلق الباص من الكولا في بيروت ويمرّ على تقاطع البربير والمتحف والعادليّة والدورة ليكمل طريقه عبر الضبيّة والمكلس والزوق وجونية وصولًا إلى جبيل. يُكمل الفان طريقه شمالًا مرورًا بعمشيت والبربارة نحو البترون وراسمسقا ثم طرابلس. تقدّم خطوط فانات أخرى فرعيّة النقل من طرابلس إلى باقي المناطق في محافظتي الشمال وعكّار.
- بيروت - عالية - شتورة - زحلة - بعلبك - الهرمل: يُمكن التقاط هذا الفان من تقاطع الكولا في بيروت أو السفارة الكويتيّة، أو حتى المشرفيّة وكنيسة مار مخايل. يعبر هذا الفان في تقاطع غاليري سمعان ويمرّ صعودًا نحو الشرق بالحازميّة والجمهور والكحالة وعاريا وعالية وجسر المديرج (أو صوفر) وضهر البيدر ثم نزولًا نحو بوارج وشتورة. يُكمل الفان طريقه نحو زحلة والفرزل مرورًا بتعلبايا وسعدنايل والكرك ليصل إلى مُفترق طرق يُعرف بالحاجز المشترك بين أبلح والفرزل. يُمكن للفان أن يُكمل طريقه بمحاذاة سلسلة الجبال الغربيّة -على الطريق الغربي- مرورًا بأبلح ونيحا وتمنين وقصرنبا وبدنايل وبيت شاما أو أن يسلك الطريق المحاذية لسلسلة الجبال الشرقيّة -على الطريق الشرقي- مرورًا بعلي النهري ورياق والنبي شيت. بالإضافة إلى الفانات القادمة من بيروت تخدم بعض الفانات الغير قانونيّة الراكبين على الخطوط المحليّة. على الطريق الغربيّة وعلى مُفترق الطرق، قد يُكمل الفان شمالًا نحو شمسطار أو شرقًا نحو حوش سنيد وحوش الرافقة والنقطة الرابعة ليلتقط الطريق الشرقيّة ويكمل مساره نحو بعلبك. من النقطة الرابعة، تتّجه الفانات نحو بعلبك مرورًا بطليا وبريتال وصولًا إلى محطة الجبلي في دورس حيث يمكن التقاط فان من بعلبك إلى الهرمل مرورًا بالعين.
- بيروت - صيدا - صور: يُمكن التقاط فان الجنوب من تقاطع الكولا في بيروت الذي يصل إلى مدينة صيدا وصور.

#### بيروت
تقدّم الفانات النقل داخل مدينة بيروت وبعض الخطوط هي:

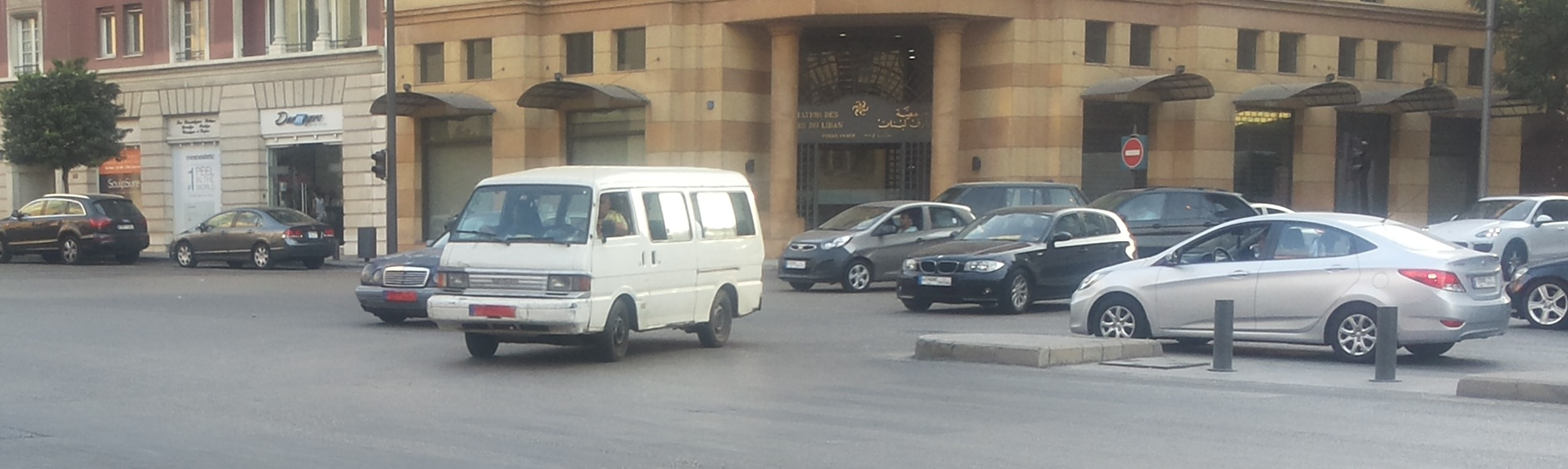
عربة نقل تستعمل للنقل المشترك في بيروت تعمل على الخطّ الذي يربط المطار بمستديرة الدورة.
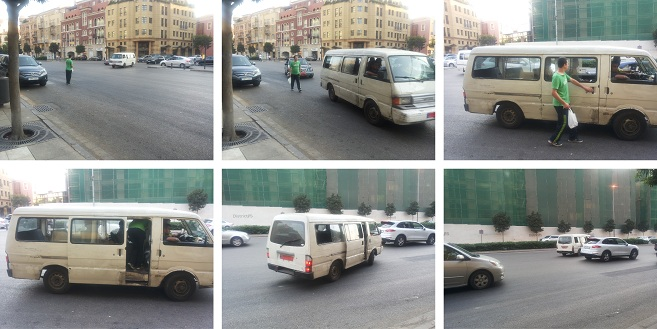
مجموعة صور تُظهر راكبًا يستقلّ الفان في بيروت (الصيفي)

- الفان رقم 4: هذا الخطّ ينقل الركّاب من الجامعة اللبنانيّة في الحدث إلى مستشفى الجامعة الأميركيّة في بيروت (وفي الإتجاه المعاكس). غالبًا ما تكون هذه الفانات من طراز مازدا بونغو وهي تحمل حتّى 14 راكبًا بالإضافة إلى السائق. يمرّ مسار الفان رقم 4 على طريق السيد هادي نصرالله السريع باتّجاه جامع القائم ثمّ شارع الجاموس فطريق صيدا القديمة. يُكمل الفان طريقه ويمرّ على تقاطع كنيسة مار مخايل والطيونة والبربير وبشارة الخوري وصولًا إلى البلد. يتّجه بعد ذلك نحو الحمرا مرورًا بزقاق البلاط وتقاطع برج المرّ. تكلفة ركوب الفان رقم 4 هي 60,000 ليرة لبنانيّة.
- المطار - الدورة: هذا الخطّ ينطلق من مستديرة الدورة مرورًا بالمرفأ ووسط بيروت (الصيفي) وتقاطع بشارة الخوري والبربير وصولًا إلى مطار بيروت. أُجرة ركوب هذا الفان هي 60,000 ليرة لبنانيّة.